# Sekáček na maso

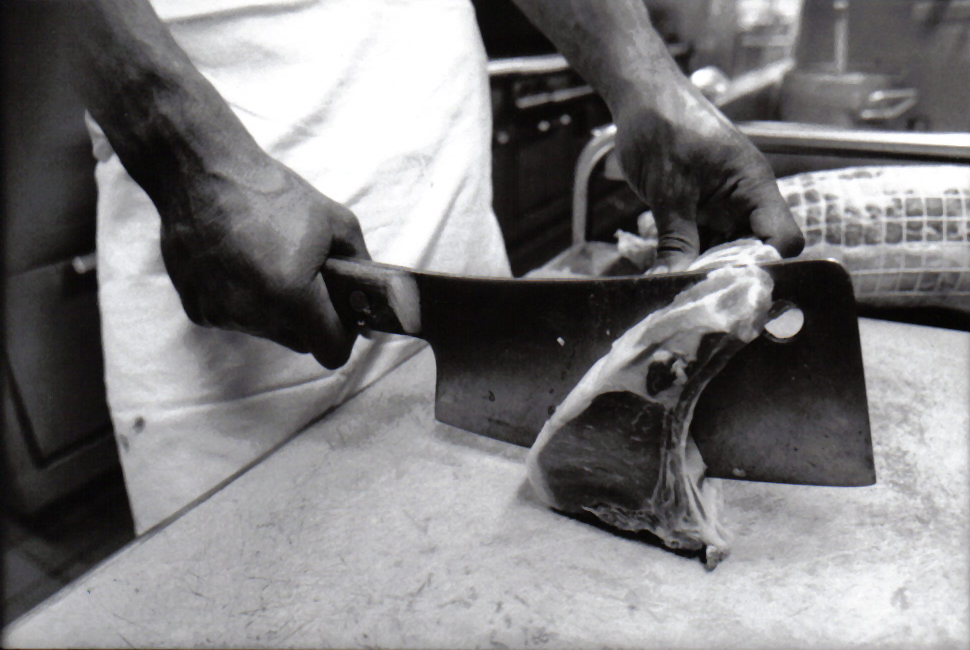
Sekáček v akci

Sekáček na maso je druh nástroje určeného k opracovávání a porcování masa. Jedná se o kovovou ostrou hlavu, která má obdélníkový tvar, na dřevěném topůrku. Sekáček na maso je oproti nožům uzpůsoben k sekání, je současně i těžší, což mu udílí větší kinetickou energii. Ta je následovně využívána během dopadu, což umožňuje přeseknutí i mnohem silnějších částí i kostí, než jaké dokáží rozdělit nože.
Nejčastěji je sekáček využíván řezníky.